# نانتو (ونتو)
نانتو (به ایتالیایی: Nanto) یک کومونه در ایتالیا است که در استان ویچنزا واقع شده‌است. نانتو ۱۴ کیلومتر مربع مساحت و ۳٬۰۷۱ نفر جمعیت دارد و ۲۰ متر بالاتر از سطح دریا واقع شده‌است.